# Quintus Pedius
Quintus Pedius († November 43 v. Chr. in Rom) war ein römischer Senator der späten Republik und Neffe oder Großneffe des Diktators Gaius Iulius Caesar.
Er war Sohn eines nicht näher bekannten Marcus oder Quintus Pedius.  Laut Sueton gehörte er zu Caesars sororum nepotes (wörtlich: „Enkel der Schwestern“) und war demnach als Enkel der älteren Iulia, einer der beiden Schwestern Caesars, dessen Großneffe. Doch hat man aus chronologischen Erwägungen für möglich gehalten, dass Quintus Pedius tatsächlich ein Sohn Iulias und damit Neffe Caesars war. Seine Frau stammte aus dem Geschlecht der Valerii Messallae.
Pedius war im Jahr 57 v. Chr. Legat Caesars in Gallien. Vielleicht gehörte er auch schon zu den namentlich nicht bekannten Legaten Caesars im vorangehenden Jahr und war vermutlich noch länger in dieser Funktion bei seinem (Groß-)Onkel. Er bewarb sich, wie aus Bemerkungen Ciceros hervorgeht, für das Jahr 54 vergeblich um das Amt eines kurulischen Ädils. Nach Ausbruch des Bürgerkriegs wurde Pedius 48 v. Chr. Prätor und schlug mit einer Legion den Aufstand des Titus Annius Milo nieder. Von 46 bis 45 v. Chr. war er Legat Caesars in der letzten Phase des Bürgerkriegs in Spanien. Caesar gewährte ihm einen Triumph, den Pedius am 13. Dezember 45 v. Chr. feierte, obwohl er wie der ebenso geehrte Quintus Fabius Maximus in Spanien nur als Legat Caesars gekämpft und erst später das Imperium eines Prokonsuls erhalten hatte.
In seinem am 13. September 45 v. Chr. niedergelegten Testament setzte Caesar Pedius gemeinsam mit einem weiteren Groß(?)-Neffen, Lucius Pinarius Scarpus, zum Erben des letzten Viertels seines Besitzes ein, während der durch dieses Testament adoptierte dritte Großneffe Gaius Octavius, der spätere Octavian/Augustus, drei Viertel erhielt. Über Pedius’ Verhalten in der ersten Phase der Auseinandersetzungen nach dem Tod des Diktators ist nur bekannt, dass er seinen Verwandten Octavian unterstützte und ihm sein Erbteil überließ. Als sich Octavian nach einem Marsch auf Rom am 19. August 43 v. Chr. zum Konsul wählen ließ, machte er Pedius zu seinem Kollegen. Pedius brachte im Auftrag Octavians ein Gesetz durch, nach ihm lex Pedia genannt, das dem Kampf gegen die Mörder Caesars einen legalen Anstrich geben sollte. Nachdem Octavian Rom verlassen hatte, sorgte Pedius dafür, dass der Senat die Erklärung von Marcus Antonius und Lepidus zu Staatsfeinden aufhob, ein Schritt hin zum Zweiten Triumvirat. Pedius veröffentlichte die erste Proskriptionslisten der Triumvirn, starb aber kurz danach.
Ein inschriftlich im Jahr 41 v. Chr. als Quästor bezeugter Quintus Pedius war vermutlich ein Sohn des Konsuls und ist möglicherweise auch mit einem von Horaz als Redner genannten Pedius (Publicola) zu identifizieren. Ein Enkel, der ebenfalls Quintus Pedius hieß, war von Geburt an stumm und wurde auf Veranlassung seines Verwandten Messalla Corvinus mit Genehmigung des Augustus zu einem begabten Maler ausgebildet, starb aber jung.